# Дијана Милашиновић Марић
Др Дијана Милашиновић Марић (Земун 28. јул 1954) доктор је историје уметности. Дипломирала је на Филозофском факултету Универзитета у Београду, одсек историја уметности, где је одбранила магистарски рад Архитекта Јан Дубови 1998. године и докторску тезу Српска архитектура шесте деценије двадесетог века 2010. године.

## Професионални рад
Професионално ангажована у следећим установама културе, удружењу и високо-образовним установама, по годинама:
- од 1985. до 1996. године, рад у Меморијалном центру као кустос,
- од 1996. до 2000. године, рад у Музеју историје Југославије,
- од 2000. до 2005. године била у статусу слободног уметника,
- од 2005. до 2013. године радила као кустос програма у Удружењу ликовних уметника примењених уметности и дизајнера Србије (УЛУПУДС), где реализује бројне домаће и међународне изложбе (Златно перо[1], Златни осмех[2]) и сопствене ауторске пројекте (Десет година Награде Александар Шалетић, 2005, Архитектура Београда 2000—2004, 2004, Триурбан, Шетња у троје Београдом, 2002, идр). Аутор новог тематског концепта и циклуса Мајске изложбе са насловима: Убрзање, Откривање, Светлост, Храмонија, (2007-2010) који представља ново развојно поглавље ове значајне традиционалне манифестације примењеног стваралажтва у Србији.
- Од 2013. године ангажована је као професор на Факултету техничких наука, департман Архитектура, у Косовској Митровици где је предавала предмете из области теорије и историје архитектуре и уметности, као и на Високој струковној Политехничкој школи у Београду где предаје историју уметности и дизајна.
- Од  2014. Ангажована на ФПУ као предавач. Звање ванредни професор остварила 2017. године.
- Од 2019. године пензионисана као ванредни професор.

### Сарадник и аутор
Сарадник је Документарне и школске редакције Другог програма РТС-а, емисије Тајне простора, стручних часописа: Архитектура и урбанизам, Форум, ДаНс, Породица, Ентеријер, водила колумне у дневним листовима: Експрес политика, Глас јавности (објављено преко 250 текстова), објављује у дневним листовима Данас, Политика.
Ауторски и сценаристички осмислила два стручно – едукативна серијала на РТС-у: Модерна архитектура у Србији, личности и поетике за Документарну редакцију (11 епизода од 45 минута) и Арс практика (45 епизода по 15 минута) о ликовним и примењеним уметницима Србије за Образовну редакцију. Према њеној књизи Водич кроз модерну архитектуру Београда, за школску редакцију Другог програма РТС-а урађен је серијал од 14 епизода. Све емисије емитоване су и репризиране неколико пута.

### Чланство
- Члан  УЛУПУДС-а је од 1995. године,
- члан  (International Association of Art Critics) Србија,
- члан НУНС-а,
- члан  Србија.
- члан стручне редакције Српске енциклопедије за ликовну уметност и архитектуру од 2007. године,
- члан редакције Појмовник уметности, чији је издавач Српска академија наука и уметности.
- члан-сарадник Матице српске,
- члан републичке комисије за област ликовне и визуелне уметности, примењене уметности, архитектуре и  мултимедија од 2011. до 2012. године,
- Председник одбора награде Павле Васић 2018-2021.
- члан научног одбора међународне конференције СТРАНД, редакције часописа Архитектура и урбанизам од 2007.

## Књиге, стручни и научни радови
Објавила је преко 600 стручних и научних текстова, две књиге, учествовала на међународним и националним научним скуповима, држала предавања у земљи и иностранству, урадила низ интревјуа са значајним српским архитектима, пише ауторске текстове који прате бројне изложбе у којима има различите улоге (аутор, кустос, критичар, итд.).

### Књиге
- Архитекта Јан Дубови, Задужбина Андрејевић, Београд, 2001.[4].  978-86-7244-217-5.  90810124
- Водич кроз модерну архитектуру Београда, Друштво архитеката Београда.   89440012
- Полетне педесете у српској архитектури, ОрионАрт 2017, Београд.   238146316

### Избор објављених научних радова
- Архитекта Богдан Стојков (1912-1993), Архитектура и урбанизам 1, Београд 1994, 89-95, YU ISSN 0354-6055
- Полемике о проблемима српског црквеног градитељства у првој половини ХХ века у: Традиција и савремено српско црквено градитељство, зборник радова ИАУС.
- („Византија” у Београду), Архитектура и урбанизам 2, Београд (1995). стр. 85-88, YU ISSN 0354-6055 * Београдска архитектура последњих деценија двадесетог века, Архитектура и урбанизам 6, Београд (1999). стр. 51-65, YU ISSN 0354-6055
- Context, Continuity, Identity in Serbian Modern Architecture at the End of the XXth Century, National and regional in Architecture, between History and Practice, Genius Loci, Conferences, Bucurest (23-25 april 1999), October. 2000.  973-85821-0-5. стр. 302-305.
- Чешки архитекта Јан Дубови и његова делатност у јужној Србији, Лесковачки зборник XLI, 2001. УДК 72-071-1: 929
- Српска историографија о архитекти Милану Злоковићу, Архитектура и урбанизам 9, Београд (2002). стр. 62-69, YU ISSN 0354-6055
- Архитекта Јан Дубови, Историја уметности 1-2, Београд октобар (2002). стр. 169-176. ISSN 1451-1797
- Архитекта Јан Дубови. Евангелистичка црква св. Никола Потиски у Остојићеву Банат, Гласник музеја Баната, Панчево, Вршац, Зрењанин, Кикинда, 11/12, (2002). стр. 215-217. YU ISSN 0354-7523
- Савремена архитектура из руку београдских архитеката, у: 5о београдских архитеката, Беопринт, Београд. 2002.  978-86-7455-051-9. стр. 28-37,.,  9675820
- Јан Дубови – архитекта Астрономске опсерваторије у Београду, у: Развој астрономије код Срба II, Development of Astronomy Among Serbs II, Публикација астрономске опсерваторије у Београду, св. 72, Publication of the Astronomical Observatory of Belgrade No. 72, Београд , Belgrade (2002). стр. 103-115. UDC 520/524, YU ISSN 0373-3742
- Дисциплина архитектуре и слобода духа, архитекта Иван Антић, Архитектура и урбанизам 16/17, Београд (2005). стр. 7-13. YU ISSN 0354-6055,  8014860
- Критика соцреализма из угла савременика архитекте Милорада Мацуре, Архитектура и урбанизам 18/19, Београд (2006). стр. 134-139. YU ISSN 0354-6055, UDK 72:929,
- Портрети архитеката, ретроспектива чланова Архитектонске секције УЛУПУДС-а, 1953-2010. ,  178564364
- Развојни токови у српској архитектури 1945-1961, Архитектура и урбанизам 33, Београд . 2011.  0354-6055 неважећи . стр. 3-15,.,  8014860
- - , , , ISSN 1450-569X,  150289159 DOI : 10.2298/SPAT1228030M
- Architecture and(or) Art.. International Conference and Exhibition, On Architecture, Book of Abstract, pp. 17, Belgrade decembre. 2013.  978-86-8911-103-3.,  203119884
- Modern Architecture and Its Regional Aspects as a base for Strategy for the Presentation of Cultural and Historical Heritage of Serbia, book of Abstract, Regional Development, Spatial Planning and Strategic Governance-RESPAG 2013, 2-nd International Scientific Conference, may 22/25, 2013, Belgrade, Serbia.pp. 62..  978-86-80329-75-8.  198470668
- Поетика меморијала у делу архитекте Светислава Личине, Простори памћења: Зборник радова / Spaces of Memory: Соllection of Works. Том 1, Архитектура/Architecture, ур. A. Кадијевић, М. Попадић, Филозофски факултет, Београд,. 2013.  978-86-8880-333-5. стр. 445-456.,  203410956
- Housing Design Model Within Unique Architecturel Complexes in Serbia in the Ssixties of Twentieth Century. Architecture and Ideology, edited by V. Mako, M. Roter Blagojevic and M. Vukotic Lazar, Cambridge Scholars Published .. 2014.  978-1-4438-5671-3. стр. 233-243. ISBA (13): 978-1-4438-5671-3
- Milašinović Marić, D., Marić, I. (2015) The local – global tendencies, at the examples of the Serbian contemporary architecture, Architecture and Urban Planning, Faculty of Urban planning, Riga Latvia, Vol 10, ISSN: 2255-8764.
- Милашиновић Марић, Д., Марић И. (2016) Očuvanje identiteta arhitekture četrdesetih i pedesetih godina dvadesetog veka u procesu poboljšanja energetske efikasnosti, Просторни, еколошки, енергетски и друштвени аспекти развоја насеља и климатске промене, Посебна издања бр. 78, ИАУС, pp. 337 – 360.
- Милашиновић Марић Д. (2017) Елементи регионалне архитектуре у делу архитекте Ивана Антића, Архитектура и урбанизам 44, ИАУС Београд, 21-30.
- Milašinović Marić, D., Vukotić Lazar, M., (2017) Limited Creativity: Women in the Serbian Architecture from the Early 20th Century to Date, GEI SANU, Glasnik Etnografskog instituta SANU LXV (2) pp. 437-455
- Милашиновић Марић Д., Вукотић Лазар, М. (2017) Modernism versus postmodernism as an impetus to creativity in the work of architects Milenija and Darko Marušić, Spatium No.37, Spatium No.37, Institut za Arhitekturu i Urbanizam Srbije (IAUS), pp. 12 – 21.
- Milašinović Marić, D., Marić, I. (2018) Ivan Antić - Arhitektonično, izložba i katalog u okviru 13. Internacionalne nedelje arhitekture, BINA, galerija RTS, maj 2018, katalog pp. 7-56.
- Vladimir Macura, Borislav Stojkov, Jasminka Cvejić, Jovanka Đorđević-Ciganović, Vera Mihaljević, Miodrag Ferenčak, Nađa Kurtović-Folić, Božidar Stojanović, Zlata Vuksanović-Macura, Dušan Milanović, Dijana Milašinović-Marić , Urban innovations from the 2003 Master Plan: Preserving Belgrade's identity. 2019., Arhitektura i urbanizam 49, pp. 40-59.

### Сарадник Српске енциклопедије за архитектуру и примењену уметност
- СРПСКА ЕНЦИКЛОПЕДИЈА, Том 1, књ.1, Матица српска, Српска академија наука и уметности, Завод за уџбенике, Нови Сад-Београд. 2010.  978-86-7946-078-3.  256236039
- СРПСКA ЕНЦИКЛОПЕДИЈA, . Том 1, књ. 2 Матица српска, Српска академија наука и уметности, Завод за уџбенике, Нови Сад-Београд. 2011.  978-86-7946-097-4.  266780935
- СРПСКA ЕНЦИКЛОПЕДИЈA, Том 2, књ.1, Матица српска, Српска академија наука и уметности, Завод за уџбенике, Нови Сад-Београд. 2913.  978-86-7946-121-6.  281167623
- Речник појмова ликовних уметности и архитектуре, Том I (А-Ђ) Београд, САНУ, Завод за уџбенике, 2014, уредник за примењену уметност и аутор појмова.  978-86-17-17923-4, COBISS.SR.ID 208664844
- Речник појмова ликовних уметности и архитектуре, Том 2, (Е-К), Београд, САНУ, Завод за уџбенике, 2020, уредник за архитектуру и примењену уметност, и аутор појмова  978-86-17-20195-9, COBISS.SR.ID 19122697

### Ауторске изложбе
- Десет година награде из фонда Александар Шалетић, галерија Сингидунум, Београд 17—27. маја 2005.
- Архитектура Београда 2000.–2004. 3x10, конкурси, реализације 1 реализације 2, галерија Сингидунум, Београд 5.–15. маја 2004.
- ТРИУРБАН – шетња у троје Београдом, аутори: Д. Милашиновић Марић, М. Бајић и И. Ратковић, галерија куће Ђуре Јакшића, Скадарска 21, Београд 21. маја-11. јуна 2002.
- Континуитет, врхунска дела српске архитектуре 20. века, галерија Андрићев венац, Београд 15—30. септембра 1994. (у ауторском тиму са В. Мајсторовић, Д. Јововић-Продановић, Љ. Милетић-Абрамовић и С. Максић.
- Иван Антић, 2018, Архитектонично (коауторство са И. Марићем) у оквиру међународне интернационалне недеље архитектуре БИНА, у галерији РТС Београд.

- Насловна страна књиге "Архитекта Јан Дубови"
- Насловна страна каталога изложбе
- Насловна страна књиге "Водич кроз модерну архитектуру Београда"

## Награде и признања
- Добитник је годишњих награда УЛУПУДС-а за стваралаштво (1999, 2001, 2003, 2007, 2013), плакете 43 Мајске изложбе (2011),
- признања БИНА (међународна београдска недеље архитектуре, 2011),
- Плакета мајске изложбе 2018. за књигу Полетне педесете у српској архитектури,
- Признање Салона архитектуре за исту књигу, 2018.

У статусу истакнутог уметника од 2010. године, док научно звање Научни сарадник, стекла 2011. године.